# Laotischer Kip
Der Kip (Lao: ກີບ) ist die Währung von Laos. Sein Währungssymbol ist ein K mit Querstrich. Der Kip war unterteilt in 100 Att (auch At).
Es existieren Banknoten in den Stückelungen 100.000, 50.000, 20.000, 10.000, 5000, 2000, 1000, 500, 100, 50, 20, 10, 5 und 1 Kip. Die früher gebräuchlichen Münzen werden heute nicht mehr verwendet; auch die Banknoten von 100 und kleiner sind praktisch nicht mehr im Umlauf. Am 5. November 2010 wurden zum 450. Jahrestag der Hauptstadt Vientiane erstmals 100.000-Kip-Banknoten ausgegeben. 1979 wurde eine Währungsreform durchgeführt, wobei 100 alte Kip durch einen neuen Kip ersetzt wurden.
Neben dem Kip dienen der thailändische Baht und der US-Dollar als nahezu gleichberechtigte Zahlungsmittel im Land, unter anderem, weil die größte Banknote, 100.000 Kip, nur etwa 4 Euro wert ist. Auch der Euro wird mancherorts angenommen. Die Währung ist in hohem Maße abhängig vom Wert des thailändischen Baht, da der Großteil des laotischen Außenhandels mit Thailand stattfindet. Der Kip ist nicht frei konvertierbar und wird nicht an internationalen Geldmärkten gehandelt.